# Borovany (stacja kolejowa)
Borovany – stacja kolejowa w miejscowości Borovany, w kraju południowoczeskim, w Czechach. Znajduje się na linii kolejowej nr 199 Czeskie Budziejowice – Gmünd wysokości 475 m n.p.m.. 

## Linie kolejowe
- 199: Czeskie Budziejowice – Gmünd

## Galeria

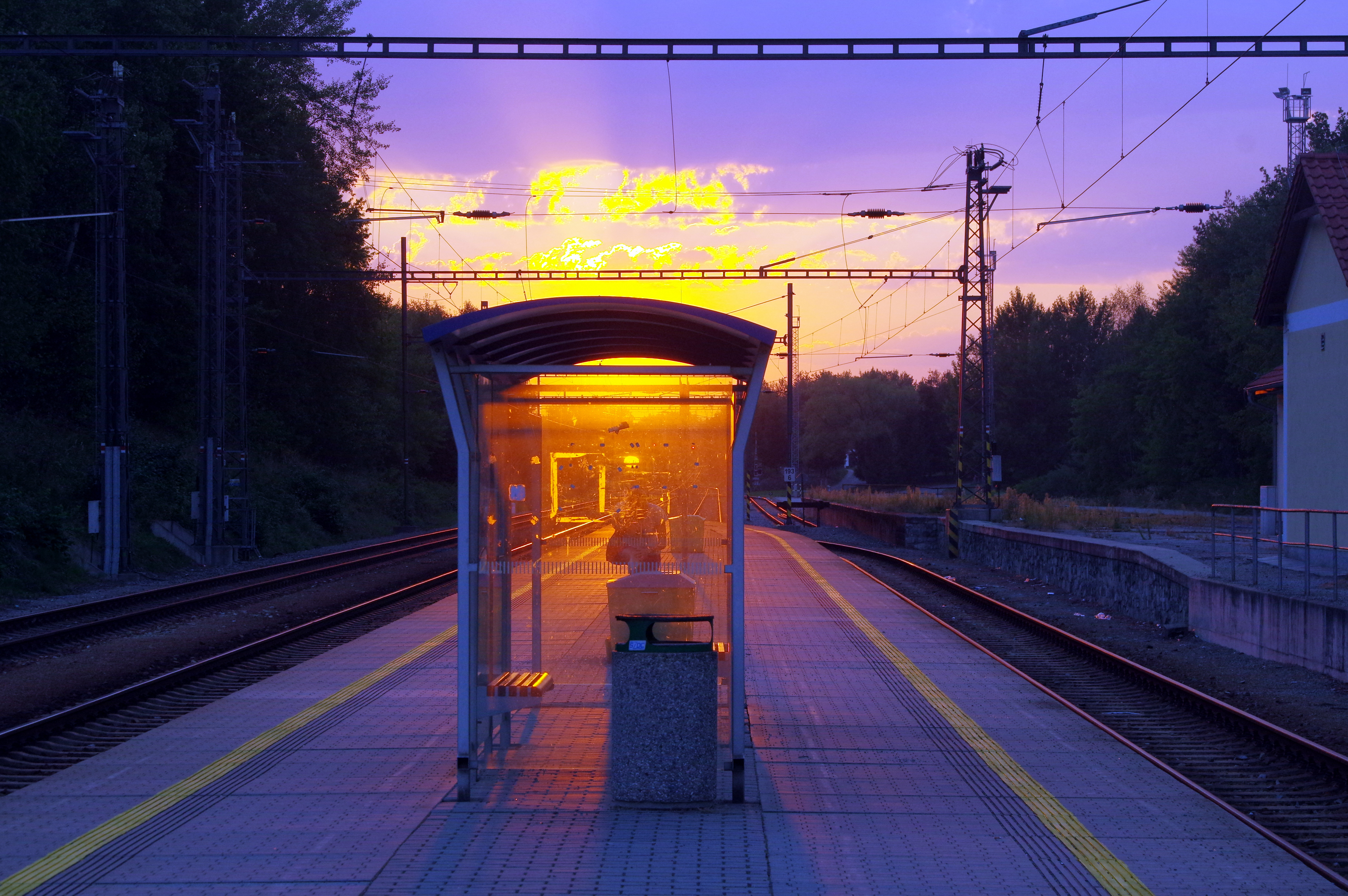
Peron kolejowy o zachodzie słońca
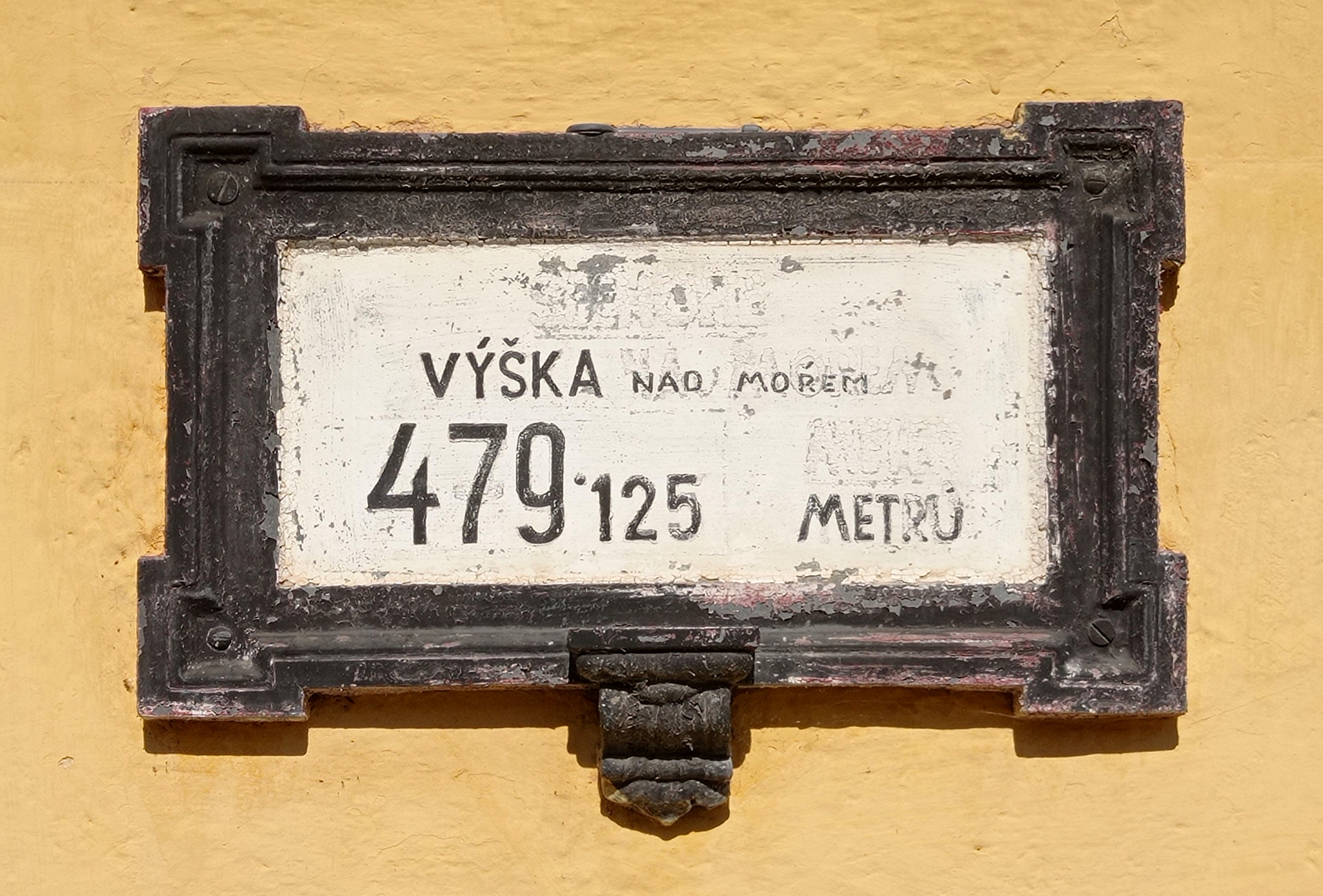
Znak pokazujący wysokość stacji
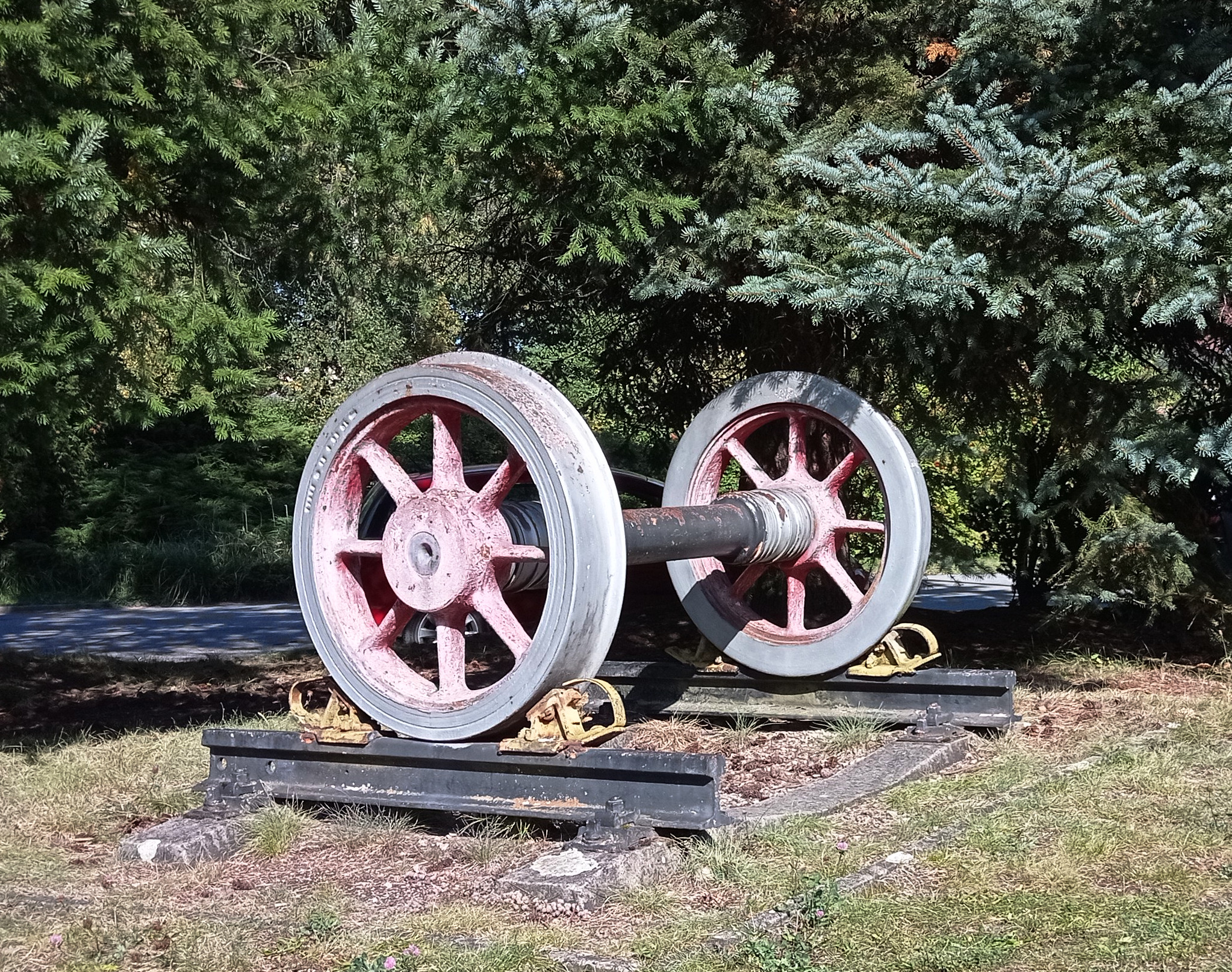
Oś pojazdu wyświetlana na stacji